# تيري فورستر
تيري فورستر (بالإنجليزية: Terry Forster)‏ هو لاعب كرة قاعدة أمريكي، ولد في 14 يناير 1952 في سو فولز في الولايات المتحدة.

## وصلات خارجية
- تيري فورستر على موقعبيزبول رفرنس.كوم (الدوري الرئيسي) (الإنجليزية)
- تيري فورستر على موقعبيزبول رفرنس.كوم (الدوري الثانوي) (الإنجليزية)